# Piero Toci
Piero Toci (Marliana, 29 giugno 1949) è un ex tennista italiano.

## Carriera
Si è formato insieme ad Adriano Panatta, Massimo Di Domenico, Vittorio Crotta e Pietro Marzano come componente di un gruppo di giovani tennisti italiani inviati dalla federtennis ad addestrarsi in Australia tra il 1968 e l'inizio del 1969 . Ciò gli permise di partecipare ai South Australian Championships del 1968 ad Adelaide dove, al primo turno, batté in cinque set lo spagnolo Manolo Orantes (4-6 7-5 4-6 10-8 6-4). Fu poi sconfitto nel turno seguente dall'australiano Brian White in cinque set.
Nel circuito maggiore non andò mai oltre il secondo turno. La sua vittoria più importante la ottenne all'esordio dell'edizione 1973 degli Internazionali d'Italia, dove sconfisse in tre set lo statunitense Paul Gerken, per poi essere eliminato in 2 partite dal britannico Roger Taylor. Il suo miglior risultato nelle prove del Grande Slam fu il secondo turno al Roland Garros del 1969 dove fu sconfitto al secondo turno in tre partite dall'ungherese Istvan Gulyas, dopo aver battuto al primo il connazionale Giuseppe Merlo in 5 set.